# مراقبة المهاجرين
تشير مراقبة المهاجرين إلى ممارسة تعقب كل من المهاجرين الشرعيين وغير الشرعيين من خلال عدة طرق، بعضها يشمل التحقق الإلكتروني، أو مراقبة الحدود، أو المداهمات الفيدرالية. تاريخيًا، طلبت دول مثل الولايات المتحدة من المهاجرين حمل دليل يثبت جنسيتهم. شملت الخلافات داخل مراقبة المهاجرين في الولايات المتحدة التشخيص العنصري المزعوم الذي ترتكبه إدارات الشرطة والإهمال الموجود في مراكز الاحتجاز. تختلف القوانين المتعلقة بالمراقبة والهجرة حسب الدولة، لكن الهجمات الإرهابية جعلت القضية أكثر انتشارًا.

## التاريخ

### الولايات المتحدة

#### القرن السابع عشر – القرن التاسع عشر
كانت مراقبة المهاجرين مشكلة سائدة عبر تاريخ الولايات المتحدة. يجادل المؤرخون بأن السياسات التي تنطوي على مراقبة الهجرة هي نتاج للأهلانية ويمكن إثباتها عبر تاريخ الولايات المتحدة. تعد قوانين الأجانب والتحريض على الفتنة في تسعينيات القرن التاسع عشر واحدة من أولى حالات مراقبة الهجرة، ما يسمح للرئيس بالتصرف وفقًا لتقديره فيما يتعلق بما إذا كان غير المواطنين يشكلون خطرًا على الدولة أم لا بسبب جنسيتهم. أقر الكونجرس أول قانون هجرة إقصائي له مع قانون الصفحة لعام 1875، والذي يحظر دخول المهاجرين من آسيا الذين يُعتقد أنهم غير مرغوب فيهم، مثل البغايا والمدانين. في عام 1893، قضت محكمة عليا بالولايات المتحدة تتعلق بقضية مماثلة، فونغ يو تينغ ضد الولايات المتحدة، بأن الحكومة الفيدرالية لها الحق في اعتقال وترحيل غير المواطنين إذا فشلوا في الحصول على شهادة تثبت إقامتهم القانونية حتى لو لم يكن هناك أي جرائم أخرى مرتكبة.
بعد اغتيال الرئيس ويليام ماكينلي عام 1901 على يد ليون كولغوش، وهو ابن مهاجرين بولنديين، تصرفت الولايات المتحدة لاستبعاد دخول الأناركيين أو أولئك الذين عارضوا حكومة الولايات المتحدة.

#### الحرب العالمية الأولى
خلال الحرب العالمية الأولى، أصدر الكونجرس قانون الهجرة لعام 1918 الذي أمر بترحيل المهاجرين الذين لديهم معتقدات أناركية في الولايات المتحدة. خلال الحرب، بدأت المشاعر المعادية لألمانيا تتزايد في الولايات المتحدة. بدأت وزارة العدل بوضع المواطنين الألمان في معسكرات الاعتقال نتيجة للحرب. ارتفع عدد المواطنين الألمان الذين اعتُقلوا خلال عام 1918 إلى 6300 معتقل. أولئك الذين لم يوضعوا في معسكرات الاعتقال طُلب منهم التسجيل وأمروا بعدم مغادرة البلاد.

#### الحرب العالمية الثانية
بدأت الحكومة في اتخاذ إجراءات متزايدة ضد المهاجرين الذين يحتمل أن يكونوا خطرين خلال الحرب العالمية الثانية. كان هذا نتيجة هجوم بيرل هاربور من قبل القوات اليابانية. صدر قانون سميث في عام 1940 وتعامل مع الترحيل لمختلف المخالفات وشروط التسجيل المضافة، بما في ذلك بصمات المهاجرين قبل إصدار التأشيرة. بالإضافة إلى قانون سميث، أمرت الحكومة الفيدرالية باعتقال أكثر من 100 ألف شخص من أصل ياباني، وكثير منهم من المهاجرين. في عام 1988، وقع الرئيس رونالد ريغان قانون الحريات المدنية لعام 1988 الذي وضع تشريعًا يصرح بدفع 20000 دولار لكل أمريكي ياباني على قيد الحياة تأثر بالاعتقال.
أمر إدغار هوفر أيضًا باحتجاز المهاجرين الإيطاليين والألمان خلال هذا الوقت بسبب صلاتهم بالحرب. قبل أربعة أيام من إعلان الولايات المتحدة الحرب على إيطاليا، بدأت الوكالات الحكومية في احتجاز مواطنين ألمان واحتجزتهم في منشآت لمعالجتهم قبل اعتقالهم. وقع الرئيس روزفلت على الإعلان رقم 2527، الذي صنف المهاجرين الإيطاليين غير الشرعيين على أنهم «أعداء أجانب». على الرغم من أن الإعلان رقم 2527 صنف الأمريكيين الإيطاليين غير الشرعيين فقط كأعداء، فقد استُهدف أيضًا الإيطاليين الذين يحملون الجنسية الأمريكية بالاعتقالات. وبموجب الإعلان رقم 2526، اعتقل واحتُجز مواطنين ألمان وألمان أميركيين.